# Tubulària
Tubulària (Tubularia) és un gènere d'hidrozous hidroïdolins de l'ordre dels antoatecats. Formen colònies d'uns 5-6 cm d'alçada, integrades per pòlips gastrozooides que arrenquen de la base de la colònia mitjançant llargs peduncles. Semblen flocs o boles peludes de color rosa al final de cadenes llargues, cosa que fa que de vegades se'ls anomena hidrozous de "boca rosada" (pink-mouthed).

L'espècie T. laringe es descriu com un organisme de tiges tubulars, amb un tegument de color groguenc i que estan ramificades a la base. El color del pòlip és rosa pàl·lid tirant a vermell, i consisteix en un cercle central de tentacles orals envoltats per uns tentacles aboral més grans.

## Taxonomia
- Tubularia acadiae
- Tubularia amoyensis
- Tubularia asymmetrica
- Tubularia aurea
- Tubularia couthouyi
- Tubularia harrimani
- Tubularia hodgsoni
- Tubularia indivisa
- Tubularia longstaffi
- Tubularia regalis